# 文中路
文中路為臺灣桃園市中壢區、蘆竹區及桃園區之重要道路之一，東至正光路；西至松江北路，與合定路相接。全線由西至東分屬桃園市區道桃53-1線與桃53-2線，以國際路二段為界。

## 沿經行政區域
(由東至西)
- 桃園市
  - 桃園區
  - 蘆竹區
  - 中壢區

## 分段
以三區區界分為文中路和文中路一、二段。
- 文中路：正光路至桃園、蘆竹區界
- 文中路一段：桃園、蘆竹區界至蘆竹、中壢區界
- 文中路二段：蘆竹、中壢區界至松江北路

## 車道配置
- 全線：
  - 雙向各二車道並配置中央綠化安全島

## 主要結點
(由東至西)
- 正光路
- 國際路二段
- 大興西路三段
- 龍安街
- 龍壽街
- 松江北路

## 沿線設施
(由東至西)
- 桃園市桃園區文山國民小學(文中路120號)[2]
- 桃園市立中興國民中學(文中路122號)[3]
- 南桃園交流道
- 桃園市蘆竹區龍安國民小學(文中路一段35號)[4]